# Healdsburg
Healdsburg é uma cidade localizada no estado americano da Califórnia, no Condado de Sonoma. Foi incorporada em 20 de fevereiro de 1867.

## Geografia
De acordo com o United States Census Bureau, a cidade tem uma área de 11,5 km², onde todos os 11,5 km² estão cobertos por terra.

### Localidades na vizinhança
O diagrama seguinte representa as localidades num raio de 24 km ao redor de Healdsburg.

## Demografia
Segundo o censo nacional de 2010, a sua população é de 11 254 habitantes e sua densidade populacional é de 974,26 hab/km². Possui 4 794 residências, que resulta em uma densidade de 415,02 residências/km².